# Rhynchostegium mac-owanianum
Rhynchostegium mac-owanianum là một loài rêu trong họ Brachytheciaceae. Loài này được Paris mô tả khoa học đầu tiên năm 1900.